# Pasites jonesi
Pasites jonesi är en biart som först beskrevs av Cockerell 1921.  Pasites jonesi ingår i släktet Pasites och familjen långtungebin. Inga underarter finns listade i Catalogue of Life.